# Mosaikbrunnen (Dresden)

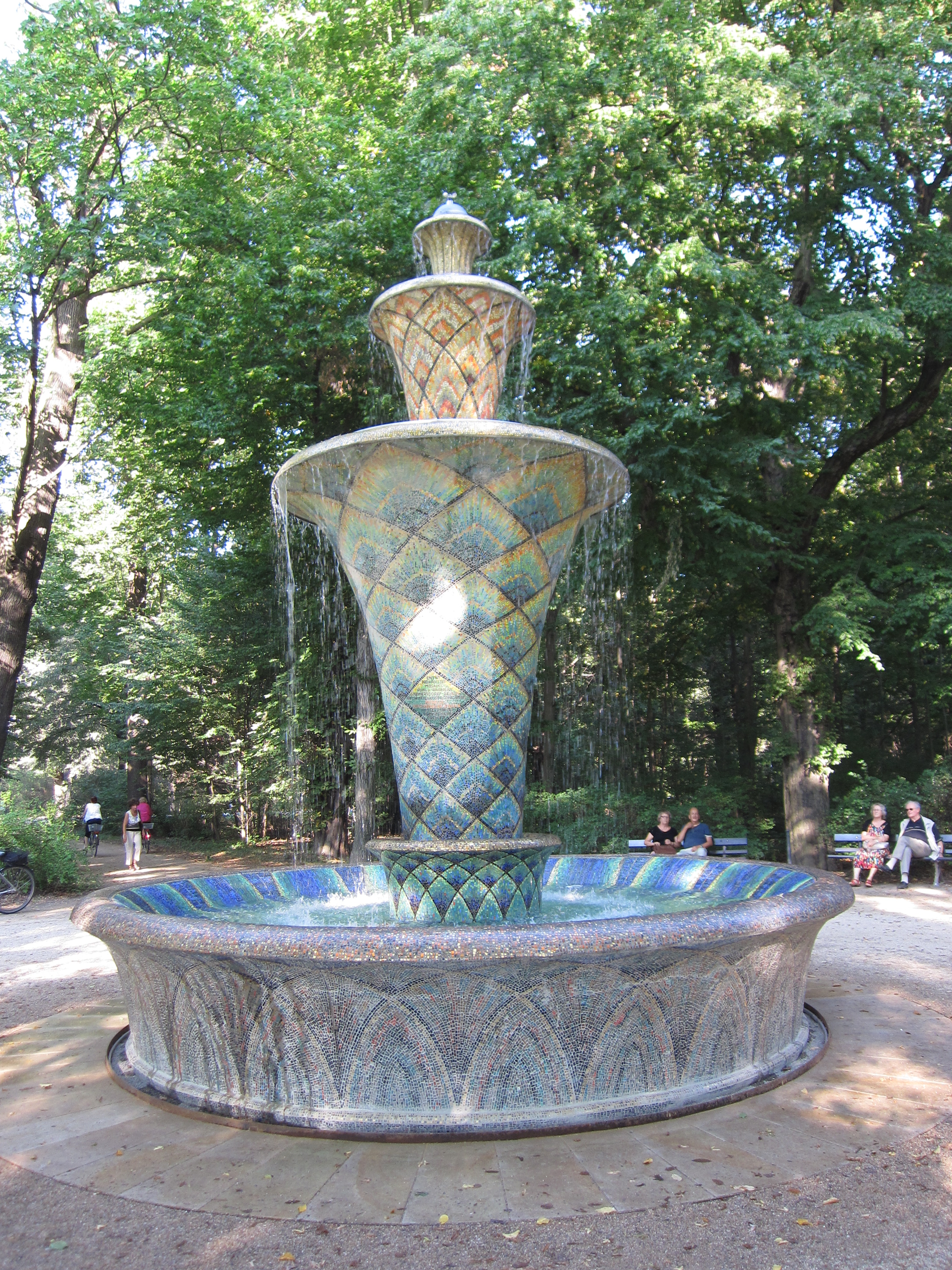
Mosaikbrunnen (2016)

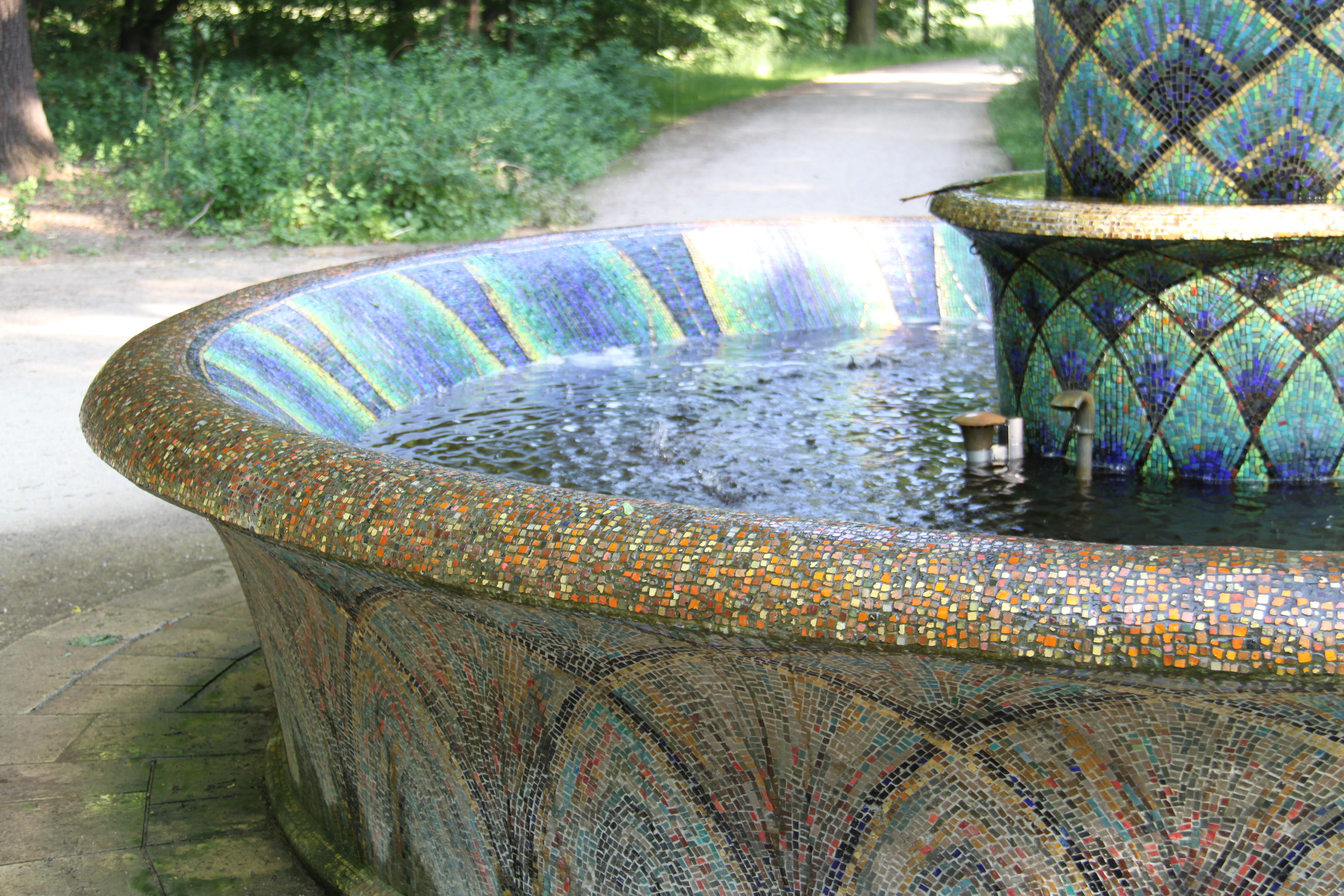
Detail der Brunnenschale

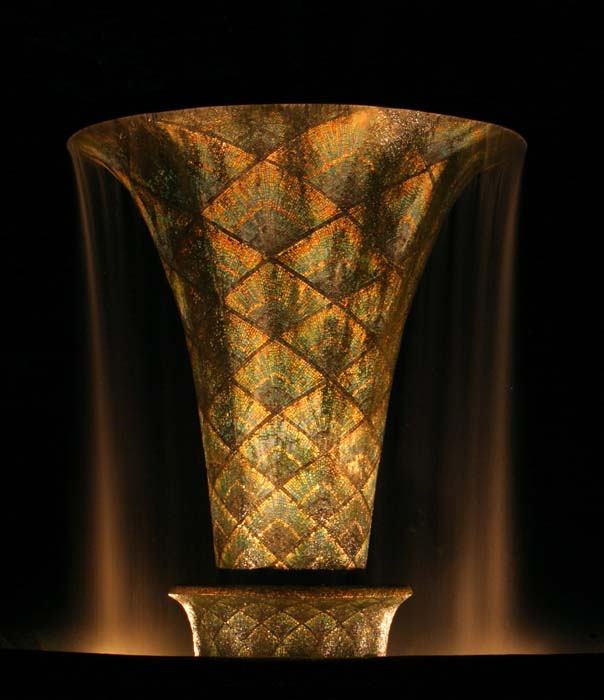
Beleuchteter Mosaikbrunnen

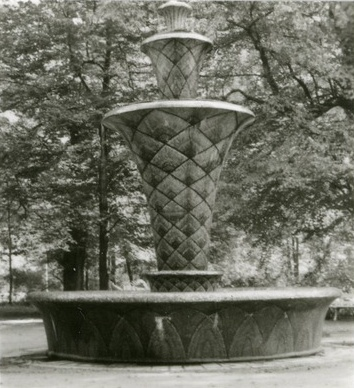
Mosaikbrunnen (1979)

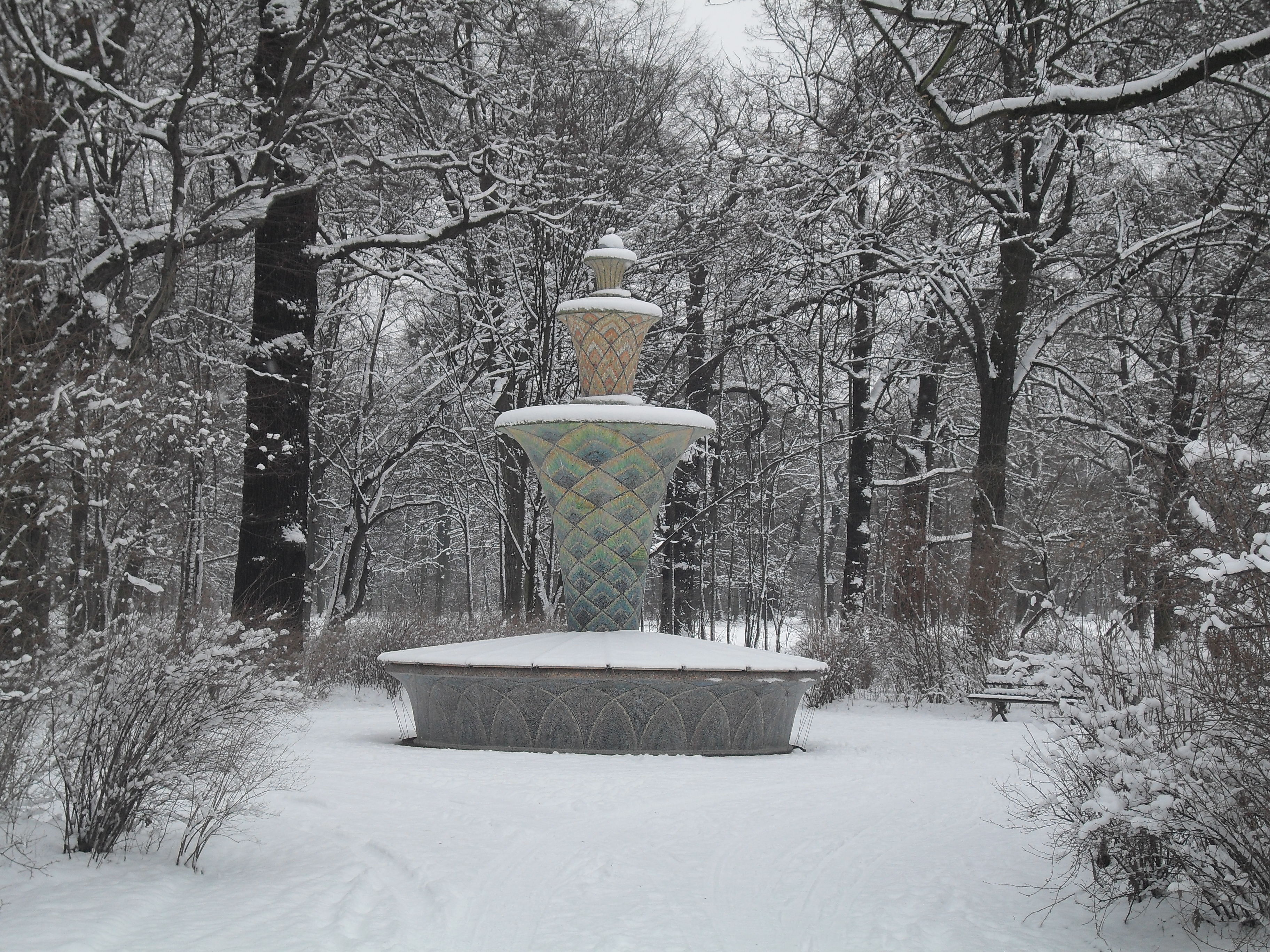
Mosaikbrunnen im Winter

Der Mosaikbrunnen steht im Großen Garten in Dresden-Altstadt. Er wurde anlässlich der Jubiläums-Gartenbau-Ausstellung 1926 nach einem Entwurf von Hans Poelzig und seiner Frau Marlene Moeschke-Poelzig im Stil des Expressionismus bzw. des Art déco errichtet.

## Lage
Der Brunnen befindet sich an seinem ursprünglichen Standort nahe der Hauptallee im südwestlichen Teil des Großen Gartens auf einer Wegkreuzung. Diese ist nur mit hohen Bäumen bepflanzt, der Brunnen ist also an dieser eher dunklen Stelle das einzig Farbige. Seit der Brunnensanierung 2006/2007 gibt es rund um den Brunnen Sitzbänke.

## Aussehen
Die Form des Brunnens ist, passend zur Umgebung, nach dem Vorbild einer Pflanze gestaltet. Drei stilisierte Blüten wachsen aus einer runden Brunnenschale. Der ganze Brunnen ist mit rund einer halben Million Mosaiksteinen in den Farben Erdbraun, Grau, Grün, Blau, Orange, Gelb und Gold belegt. Der Brunnen zeigt eine expressionistische Formensprache mit orientalischen Einflüssen. In Bezug auf die Fallhöhe des Wassers und den Beckendurchmesser ist der Brunnen falsch konstruiert, daher spritzt das Wasser über den Beckenrand.

## Geschichte
Im Jahr 1926 fand zur Hundertjahrfeier der Sächsischen Gesellschaft für Botanik und Gartenbau eine Internationale Gartenbauausstellung in Dresden statt. Zu den zahlreichen für diesen Anlass errichteten Kunstwerken gehörte auch der von Hans Poelzig und Marlene Moeschke-Poelzig entworfene Mosaikbrunnen. Die Fachzeitschrift Bauwelt bemerkte damals: „Das Besondere an dem Poelzig-Brunnen […] liegt darin, daß hier zum erstenmal ein Material, und zwar Mosaik, verwendet wurde, das für eine so große monumentale Aufgabe noch niemals benutzt wurde.“
Der Brunnen wurde von August Wagner in seiner Berliner Mosaik- und Glasmalerei-Werkstatt Puhl & Wagner gefertigt. Er bestand aus Betonhohlkörpern, die mit Mosaiksteinen besetzt wurden. Über die geplante Haltbarkeit gibt es widersprüchliche Angaben. Je nach Quelle war der Brunnen nur für den Ausstellungszeitraum oder auch für eine längere Lebensdauer konzipiert. Wahrscheinlich ist eine längere geplante Lebenszeit. Die Werkstatt Puhl & Wagner schrieb in einem Brief am 10. Juni 1929 an die Dresdner Kunstakademie: „Der mehr zufällige äußere Anlass zur Errichtung dieses Parkbrunnens ist heute ohne Belang in Anbetracht der unbedingt auf Dauer berechneten Stabilität des Kerns und Mosaikummantelung“.
Als der Brunnen nach dem Ende der Ausstellung abgetragen werden sollte, wandte sich Poelzig am 17. September 1926 an Oberbürgermeister Bernhard Blüher mit der Bitte um eine dauerhafte Übernahme des Brunnens durch die Stadt Dresden oder das Land Sachsen. Bis dahin hatte Poelzig nach eigenen Angaben 30.000 Reichsmark Selbstkosten für den Brunnen gehabt und die Entwürfe kostenfrei geliefert. Zuvor hatte auch August Wagner bei verschiedenen Dresdner Stellen um eine Übernahme des Brunnens nachgesucht. Oberbürgermeister Blüher antwortete, er wolle den „Brunnen als Schmuckstück des Großen Gartens“ gern erhalten. Dabei hoffe er, dass das Land die Kosten übernehmen würde. Am 10. Juni 1929 wandte sich die Werkstatt Puhl & Wagner an den Großen Rat der Dresdener Kunstakademie. Bis dahin sei der Kontakt zu den zuständigen Stellen fruchtlos geblieben. Ein Abbau des Brunnens sei bereits angeordnet, eine Verlegung an einen Standort außerhalb von Dresden an fehlenden Finanzen gescheitert. Eine Antwort auf dieses Anliegen ist nicht überliefert – der Brunnen durfte aber an seinem Platz stehenbleiben.
Seitdem fanden wiederholt Restaurierungsarbeiten am Brunnen statt. Die ersten 1946, um durch Bombensplitter hervorgerufene Löcher zu beseitigen. Seit etwa 1980 stand der Brunnen wegen seines schlechten Zustands trocken. Im Dezember 1982 erstellte der VEB Denkmalpflege Dresden ein Gutachten zur Reinigung der Mosaiksteine. Im Oktober 1983 erteilte der Rat der Kultur der Stadt Dresden einen Auftrag zur bautechnischen Untersuchung des Brunnens. Hierbei wurden große Probleme in der Struktur festgestellt. Ab 1984 war er eingerüstet, ohne dass Sanierungsarbeiten erfolgten. Durch Umwelteinflüsse, Frost und Salzablagerungen waren die Bewehrung der Betonelemente verrostet und der Brunnen kam in Schräglage. In den nächsten Jahren wurden einige weitere Gutachten erstellt. So wurde unter anderem über die frühere Beleuchtung diskutiert. Man hatte eine Lampenfassung gefunden, es existierten aber keine Abbildungen des beleuchteten Brunnens. Die nötige Sanierung fand aufgrund von Materialmangel nicht statt.
Erst 1994 konnten die Arbeiten beginnen. Hierbei wurden eine Umwälzpumpe und Scheinwerfer eingebaut sowie fehlende Mosaiksteine ergänzt. Die Wassertechnik wurde danach wieder in Betrieb gesetzt und an das Brauchwassersystem des Großen Gartens angeschlossen. 2006 wurde festgestellt, dass die Betonkonstruktion instabil geworden war. Mosaiksteine fielen herab. Eine darauf eingeleitete Sanierung für 800.000 Euro wurde im Juli 2007 abgeschlossen. Im Frühjahr 2013 musste der Brunnen wieder trockengelegt werden, da die Brunnenschale undicht geworden war. Teile der Schale hatten sich abgesenkt, Bruchstücke waren abgeplatzt. Außerdem hatten sich in der Schale durch das kalkhaltige Wasser (trotz einer 2006 installierten Enthärtungsanlage) zahlreiche Risse gebildet. Es wurden die Mosaiksteinchen aus der inneren Schale entfernt, ein neues Fundament gebaut, in die Schale ein Edelstahlgewebe eingezogen und diese neu aufbetoniert. Auch die komplette Brunnentechnik und die Beleuchtung wurden erneuert. Seit der Sanierung sprudelt im Brunnen Trinkwasser, das weniger kalkhaltig als das bisherige Brauchwasser ist. Im August 2016 wurde der Brunnen wieder in Betrieb genommen. Für die Sanierung zahlte der Freistaat Sachsen 330.000 Euro.